# Красимир Ранков
Красимир Стефанов Ранков е български актьор и режисьор.

## Биография
Роден е в град Балчик на 2 октомври 1951 година. Завършва актьорско майсторство в НАТФИЗ Кръстьо Сарафов в класа на професор Надежда Сейкова, след което и режисура. Играе в различни театри в страната, но най-дълго в Сатиричния театър. Сред пиесите, които режисира са "Завинаги и още един ден, „Двубой“, „Хайде да правим секс“, „Детектор на лъжата“, „Игра на мъж и жена“, „Боряна“, „Изстрели по никое време“. Участва в български и чужди филми. Най-успешното му превъплъщение е в охранителя Антон Ставрев в сериала „Стъклен дом“. Има брат Веселин Ранков, който също е актьор. През 2013 година е водещ на „Денсинг Старс“.

## Телевизионен театър
- „Римска баня“ (1989) (от Станислав Стратиев, реж. Уляна Матева)
- „Времето, което ни разделя“ (1989) (Руденко Йорданов)
- „Ревизорски уроци“ (1988) (Радослав Михайлов), 2 части
- „Пресечката“ (1987) (Кольо Георгиев)

## Филмография
- Полицаите от края на града (2018)
- Ние, нашите и вашите (2017) – Обзор Иванов-Зорко, брат на Христо, чичо на Мартин, Иво и Вили – собственик на кръчма „Белите криле“
- Лили Рибката (2017)
- Етажна собственост (2013) – ген. Джуров
- Стъклен дом (2010) – Антон Ставрев, шеф на охраната на мола
- Клиника на третия етаж (1999, 2000, 2010), 35 серии – сутеньор, шеф на мутри (в 3 серии: I, II, XI)
- Нова приказка за стари вълшебства (1999) - кралят
- Дунав мост (7-сер. тв, 1999) – Данчо Марков, митничар
- Изток - Запад (1999) – Андров
- Един камион за двама (1999) – инспекторът
- Sinbad: The Battle of the Dark Knights (1998) – Войник на хан Мурки
- Вуйчото (1996) - бащата на Митко, бизнесмен
- Куршум за рая (1992)
- Дефицит (1990) – Иван
- Живей опасно (1989) – вуйчо Иван, месарят
- Маргарит и Маргарита (1989) – Следователят
- Вчера (1988) – Инспекторът
- Време за път (1987), 5 серии
- Забравете този случай (1985)
- Здравей, капитане (1985) - „Тюлена“
- Златният век (1984), 11 серии – (в 6 серии – 1,2,3,4,5 и 7-а)
- Грях (1979) - Христо
- Роялът (1979) - строител
- Златният (1976) - годеникът
- Апостолите (1976), 2 серии – Иларион Драгостинов
- Записки по българските въстания (1976-1980), 13 серии – Иларион Драгостинов (в 3 серии: III, IV, VI)